# Heinrich Meier (SS-Mitglied)
Heinrich Meier (* 27. Dezember 1910 in Paderborn; † 9. März 1989 ebenda) war ein deutscher SS-Hauptscharführer und Blockführer im KZ Sachsenhausen.

## Leben
Heinrich Meier wurde in eine Arbeiterfamilie geboren. Von 1917 bis 1925 besuchte er die katholische Volksschule in Paderborn und machte eine Sattlerlehre. Nach der Gesellenprüfung 1929 arbeitete er noch ein Jahr als Gehilfe in seinem Lehrbetrieb, bis er im März 1930 entlassen wurde. Während der nächsten vier Jahre war er arbeitslos.
Zum 15. April 1935 trat er in den SS-Totenkopfverband „Brandenburg“ ein (SS-Nummer 279.504), der den Wachdienst im KZ Columbia versah. Ende 1936 nahm Meier im KZ Sachsenhausen den Wachdienst auf, wurde dort im August 1937 in den Kommandanturstab übernommen und in der Postzensurstelle eingesetzt und Anfang 1939 zum Blockführer befördert. Ein ehemaliger Häftling sagte später aus, Meier habe Gefangenen die Reste des SS-Essens zukommen lassen und sich „im Gegensatz zu anderen Blockführern als Mensch aufgeführt“.
Im Juni 1941 lieferte er mindestens 95 als arbeitsunfähig zur Vergasung selektierte Häftlinge in der Tötungsanstalt Pirna-Sonnenstein bei Pirna ab. Im Herbst 1941 war er an der Ermordung von etwa 10 000 sowjetischen Kriegsgefangenen beteiligt. Im Sommer 1942 wurde Meier mit einem Häftlingskommando nach Kiew entsandt, das erbeutete Panzerschränke öffnen sollte. Nach der Rückkehr nach Sachsenhausen wurde er im Frühjahr 1943 zum Frontdienst in der SS-Panzerdivision „Frundsberg“ versetzt. Zum 1. November 1943 wurde er zum Hauptscharführer befördert.
1945 geriet er in sowjetische Kriegsgefangenschaft, aus der er später floh. Anschließend fand er eine Anstellung als Dekorateur in Paderborn. Im Februar 1964 kam er in Untersuchungshaft. Am 28. Mai 1965 wurde er vom LG Köln wegen Beihilfe zum Mord an mindestens 377 sowjetischen Kriegsgefangenen zu eineinhalb Jahren Haft verurteilt. Die Zeit in der Untersuchungshaft wurde angerechnet und der verbliebene Strafrest zur Bewährung ausgesetzt.